# Bessa Myftiu

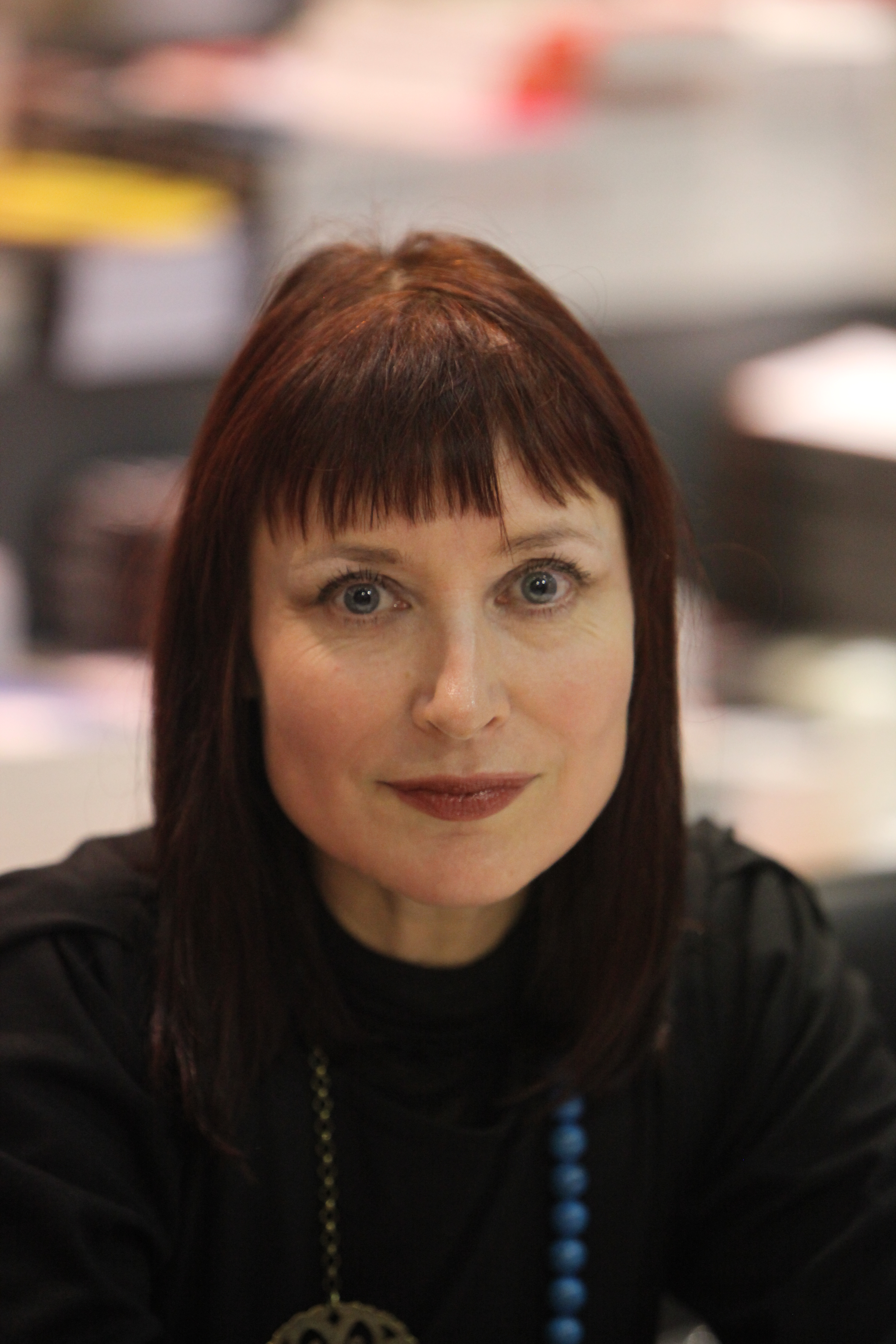
Bessa Myftiu beim «Salon du Livre» 2011 in Genf

Bessa Myftiu (* Mai 1961 in Tirana) ist eine albanisch-schweizerische Hochschullehrerin, Schriftstellerin und Übersetzerin. Seit 1991 lebt und arbeitet sie in Genf.

## Leben und Werk
Bessa Myftiu, die Tochter des albanischen Schriftstellers und Dissidenten Mehmet Myftiu (1930–2019), wurde im Mai 1961 in Tirana geboren. Sie studierte Literatur an der Universität Tirana und lehrte von 1984 bis 1986 Literatur an der Aleksander Xhuvani Universität in Elbasan. Danach arbeitete sie als Journalistin für die albanische Literatur- und Kunstzeitschrift Skena dhe ekrani (deutsch: Szene und Bildschirm).
Sie heiratete den albanischen Regisseur Spiro Duni (* 1957) und wurde 1981 Mutter einer Tochter. Nach ihrer Scheidung von Duni verliess sie zehn Jahre später Albanien und emigrierte 1991 mit ihrer Tochter in die Schweiz. Im Jahr 1992 liess sie sich in der französischsprachigen Westschweiz in Genf nieder. Mit der Arbeit «Une lecture actuelle de Nietzsche et Dostoïevski: leur apport à l'éducation» wurde sie bei Mireille Cifali an der Universität Genf im Jahr 2002 promoviert und als Professorin an die Fakultät für Erziehungswissenschaften der Universität Genf berufen.
Parallel setzte sie ihre Tätigkeit in den Bereichen Schreiben und Film fort. Für den 2003 veröffentlichten Film «Ullka» (französischer Titel «Les Lunettes de l'amour»), eine albanisch-schweizerische Koproduktion, schrieb sie das Drehbuch und spielte auch die Hauptrolle. In dem Werk wird die Geschichte der Albanerin Ullka erzählt, die nach dem Zusammenbruch des kommunistischen Regimes in Albanien 1991 mit ihrer Tochter Doruntina und ihrer Freundin Mira ihr Land verlässt, um in der Schweiz nach dem idealen Mann zu suchen. Auch Myftius Tochter Elina Duni – eine erfolgreiche Jazzsängerin – spielt in dem Film mit und war zudem für die Musik verantwortlich. Der Film wurde bei den Solothurner Filmtagen 2005 gezeigt.
Neben verschiedenen wissenschaftlichen Publikationen und Übersetzungen aus dem Albanischen schrieb Myftiu Literaturkritiken und Drehbücher. Sie ist Mitglied der Genfer Schriftstellergesellschaft und veröffentlichte Lyrik- und Erzählbände sowie Romane auf Französisch. Für ihr Buch «Confessions des lieux disparus» wurde sie 2008 mit dem Prix Pittard de l’Andelyn geehrt, einem Schweizer Literaturpreis, der 1992 in Genf ins Leben gerufen wurde. Dieser autobiografisch angelegte Roman, in dem sie die untergegangene Welt ihrer Kindheit im Albanien der 1960er und 1970er Jahre schildert, erschien 2010 auch auf Deutsch im Zürcher Limmat-Verlag und 2012 als Taschenbuch-Ausgabe bei dtv. Myftiu ist mit einem Schweizer verheiratet und publiziert auch unter ihrem Ehenamen Myftiu Pernoux.
Seit 2013 unterrichtet Myftiu an der Pädagogischen Hochschule Lausanne.

## Auszeichnung
- 2008: Prix Pittard de l’Andelyn, Fondation de l’Andelyn, Genf

## Veröffentlichungen (Auswahl)
- Miq të humbur = Des amis perdus: [poèmes] / Besa Myftiu-Pernoux ; [trad. de l’albanais et du français par Besa Myftiu-Pernoux]. Marin Barleti, Tirana 1994.
- Ma légende. L’Harmattan, Paris 1998.
- Une lecture actuelle de Nietzsche et Dostoïevski: leur apport à l’éducation. 2002.
- Le courage, notre destin : récits d’éducation. Les Editions Ovadia, Nizza 2007.
- Mehmet Myftiu: L’écrivain [übersetzt aus dem Albanischen von Bessa Myftiu]. Editions Ovadia, Nizza 2009.
- Confessions des lieux disparus. Edition de l’Aube, La Tour-d'Aigues 2007, ISBN 978-2-7526-0330-2 (französisch).
  - An verschwundenen Orten. Limmat, Zürich 2010, ISBN 978-3-85791-597-0.
  - Rrëfime nga vendet e harruara . Barleti, Tirana 2010, ISBN 978-99956-03-46-5 (albanisch).
- Amours au temps du communisme. Roman. A. Fayard, Paris 2010.
  - Dashuri në kohën e komunizmit. Dudaj, Tirana 2016, ISBN 978-99943-0-428-8 (albanisch).
- Dix-sept ans de mensonge. BSN Press, Lausanne 2017.
- La dame de compagnie. Roman. Éditions Encre fraîche, Genf 2018, ISBN 978-2-9701171-2-4.

## Filmografie
- Ullka. Albanisch-Schweizerischer Spielfilm, August 2003.